# Hasier Arraiz
Hasier Arraiz Barbadillo (Vitoria, 13 de junio de 1973) es un político español. Fue el primer presidente de Sortu y ha sido miembro del Parlamento Vasco.

## Biografía
Estudió Filología Románica en la Facultad de Letras de Vitoria de la Universidad del País Vasco. En 1997 fue condenado a dos años y cuatro meses prisión por negarse a realizar el servicio militar obligatorio, pena que le fue indultada el año siguiente por el Consejo de Ministros.
También en aquella época trabajó en los medios de comunicación, entre los cuales destacan la radio Hala Bedi y el periódico Egin. Más adelante su vida estuvo totalmente volcada en la política. Desde 2022 es funcionario del cuerpo de profesores de enseñanza secundaria, concretamente con la especialidad de Lengua castellana y literatura.

## Trayectoria política
Siendo muy joven militó en Jarrai, organización juvenil de la izquierda abertzale, de la cual llegó a ser su máximo responsable en Álava. También en sus primeros años de militancia política participó activamente en el movimiento antimilitarista y en los gaztetxes de Vitoria.  
Formó parte de la candidatura de Euskal Herritarrok (EH) por Álava en las elecciones autonómicas del País Vasco de 1998 y 2001. Sin embargo no resultó elegido en ninguna de esas dos citas electorales. Concretamente, en 1998 ocupó uno de los puestos de suplente y en 2001 ocupó el sexto puesto de la candidatura, pero se quedó fuera del Parlamento porque EH solo consiguió un escaño en Álava.
El 4 de octubre de 2007 fue detenido por la Policía Nacional mientras participaba en una reunión de la Mesa Nacional de Batasuna en la localidad guipuzcoana de Segura. Tras esta operación policial, Arraiz pasó dos años y medio en prisión preventiva, cumpliendo la pena en las prisiones de León, Madrid y Ciudad Real. Tras su salida de prisión retornó a la actividad política.
En 2012 formó parte de la candidatura de Euskal Herria Bildu por Álava en las elecciones autonómicas de 2012, resultando electo y obteniendo su primer cargo público.
El 23 de febrero de 2013 la Asamblea Constituyente de Sortu eligió a Arraiz como presidente del partido. En mayo de 2016 fue inhabilitado judicialmente para ejercer cargos públicos por colaborar con Batasuna y, tras abandonar el Parlamento Vasco, renunció a seguir al frente de Sortu una vez se iniciara su proceso de refundación en julio de 2016.